# Alcalá del Júcar

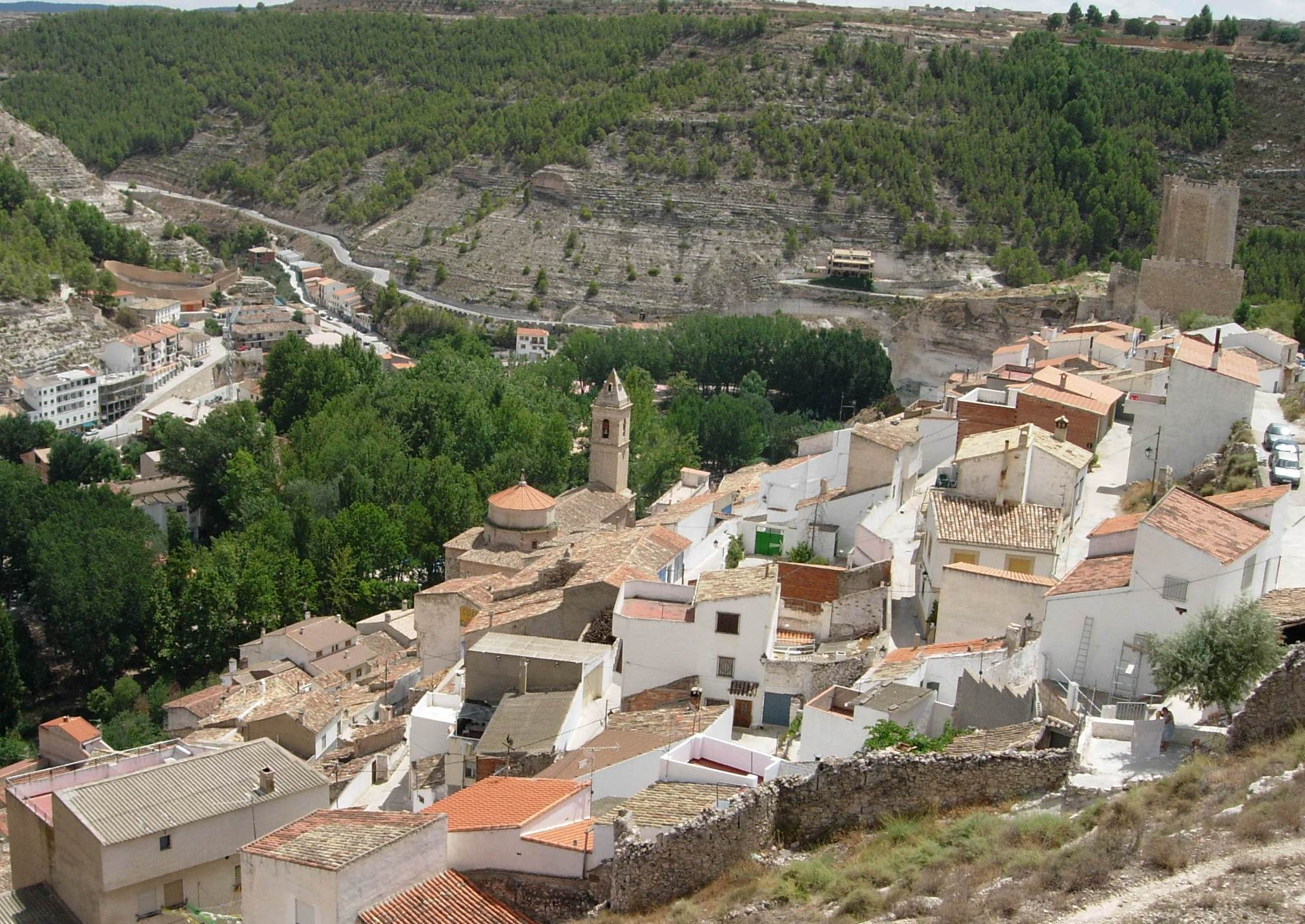
Zdjęcie panoramiczne.

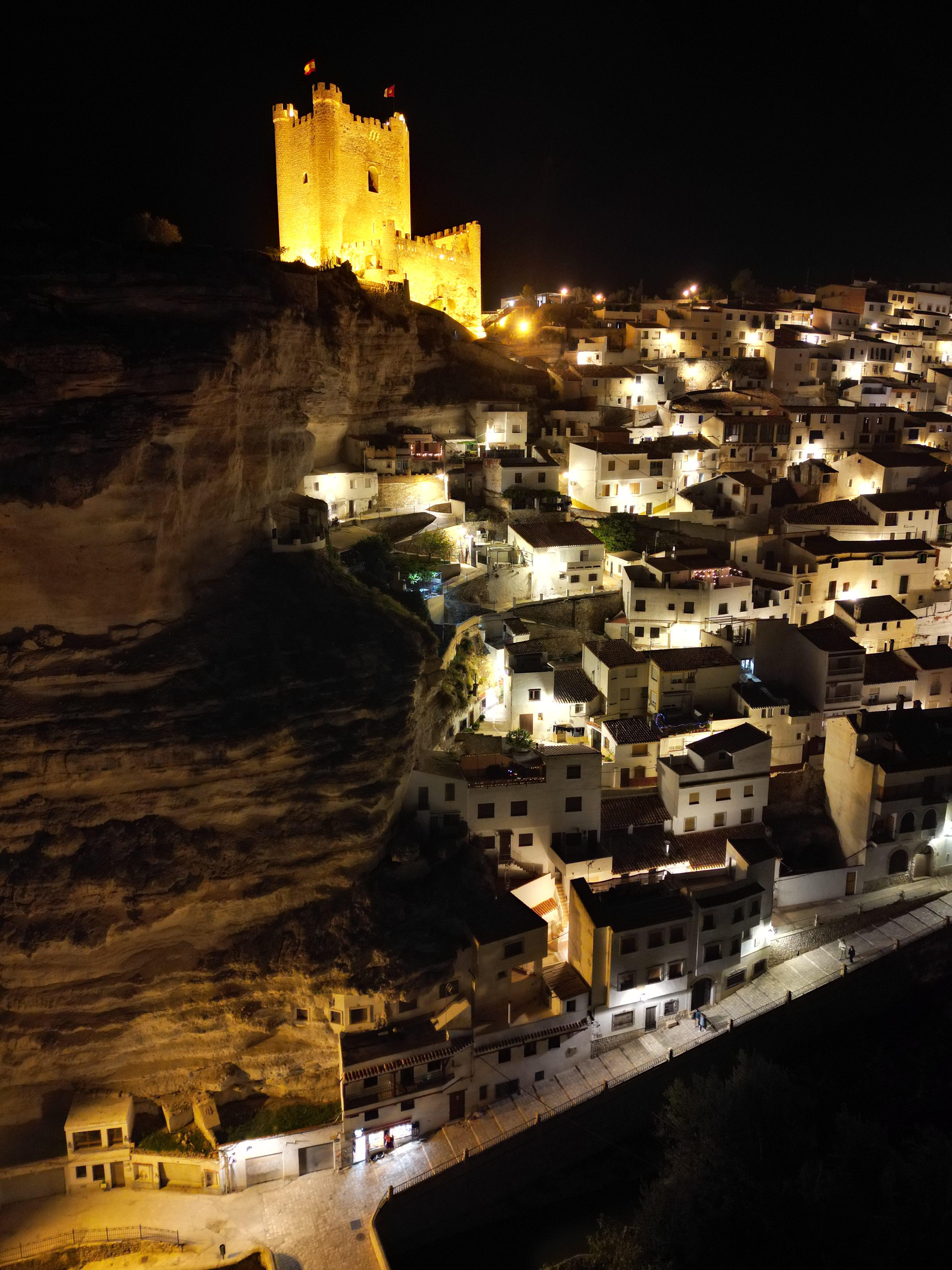
Alcalá del Júcar w nocy.

Alcalá del Júcar – gmina w Hiszpanii, w południowo-wschodniej części kraju, we wspólnocie autonomicznej Kastylia-La Mancha, w prowincji Albacete, w comarce La Manchuela.
Według danych ze spisu ludności w 2011 roku liczba mieszkańców wyniosła 1 335 osób.